# Stocksundsbron (vägtrafik)
Stocksundsbron är namnet på flera broar för väg- och spårtrafik över Stocksundet mellan Danderyds och Solna kommuner. Här beskrivs broarna för vägtrafiken. Den äldsta bron över sundet uppfördes 1716. Den nuvarande bron invigdes 1992.

## Flygfoto
| Stocksundets väg- och järnvägsbroar 1934 och 2012. |  | Stocksundets väg- och järnvägsbroar 1934 och 2012. |
| Stocksundets väg- och järnvägsbroar 1934 och 2012. |  |                                                    |

## Färja, flottbro och svängbro
Redan på 1400-talet gick vägen mellan Roslagen och Stockholm över Stocksundet. Under 1600-talet fanns här en färja som Djursholmsgodset tillhandahöll, mot avgift. År 1716 uppfördes den första bron, som var en flottbro med en vindbrygga som kunde öppnas för att släppa igenom sjötrafiken. Anledningen till brobygget var dels transporter för Roslagens bönder, dels att snabbt kunna förflytta trupper ifall Ryssland skulle anfalla Stockholm. Under många år var det just militären som nyttjade bron flitigt. 1797 skadades flottbron av en lösdrivande timmerflotte. Trots ständiga reparationer fungerade bron inte tillfredsställande, vid högt vattenstånd var den oftast under vatten.
I september 1824 blev Stocksundsbron totalförstörd i en våldsam storm. 
År 1825-1826 byggdes en ny cirka 90 meter lång bro i fem spann med öppningsbar del och grundlagd på stenkistor. Brons ingenjör var kapten mekanikus Olof Forsgren och hans arbetsstyrka bestod av 24 dalkarlar och några värmlänningar som anlände i mars 1825. Forsgren beskrev det besvärliga arbete, exempelvis fick sten hämtas från Stockholm och måste ros runt hela Lidingö och bropelarnas grundläggning tog längre tid än beräknat.
Den bron fanns kvar ända till vintern 1957/58 men användes då enbart som gång- och cykelbro eftersom fordonstrafiken sedan 1936 leddes över en ny högbro (se nedan). Efter den gamla vägbron syns fortfarande brofästena på södra och norra landsidan. I trakten kring norra brofästet återfinns även byggnaderna efter Stocksunds värdshus, Stocksundsbro krog och brovaktarstuga. Området präglas av väg- och järnvägshistorik och är enligt Danderyds kommun av stort kulturhistoriskt intresse.

### Bilder flottbro och svängbro

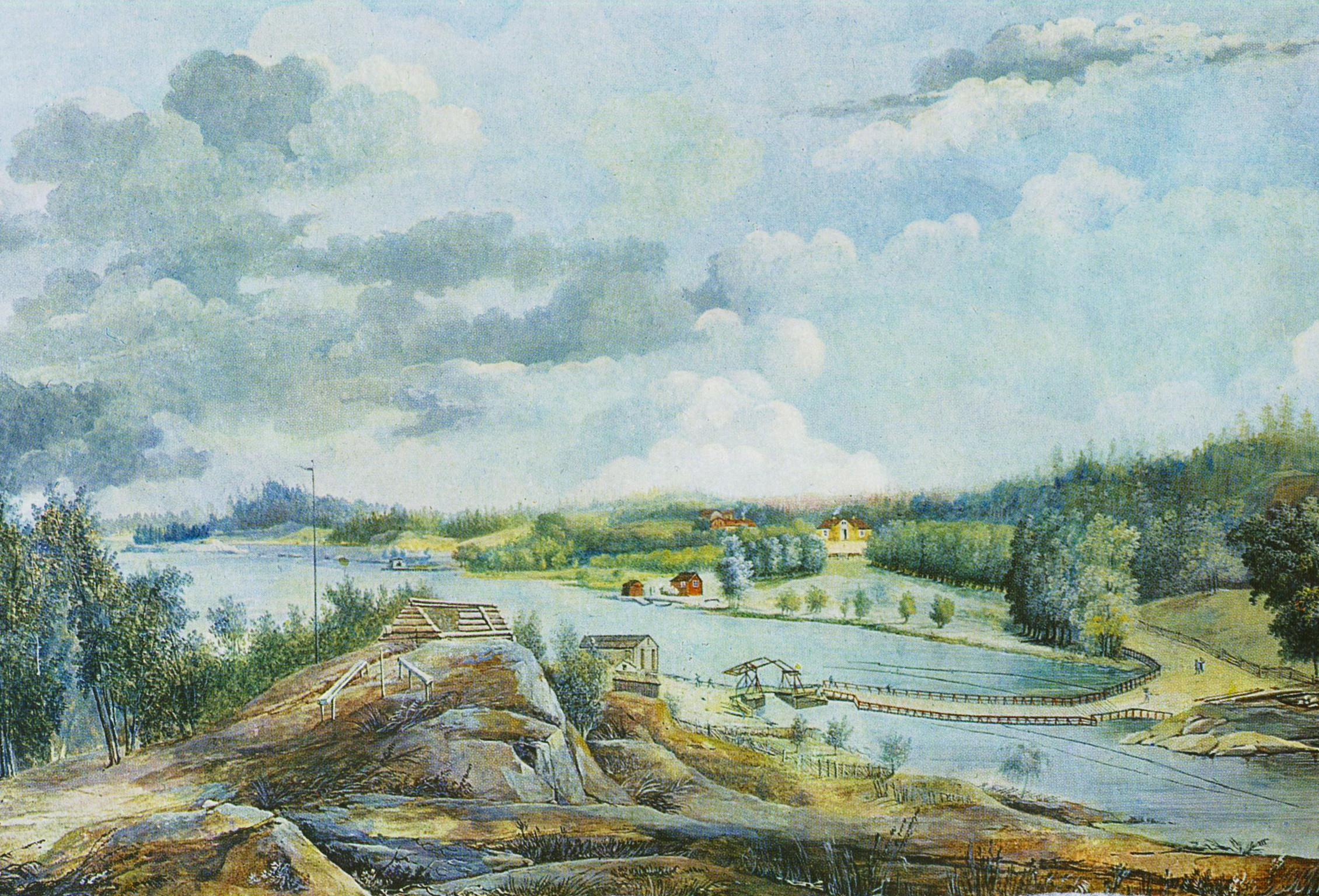
Flottbron omkring år 1800, illustration av Louis Belanger
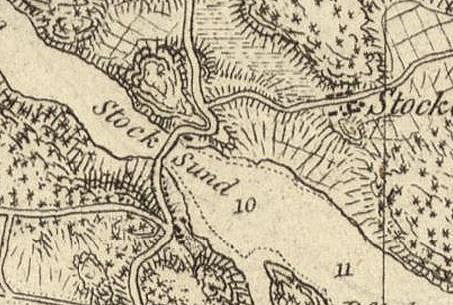
Flottbron över Stocksundet, 1817
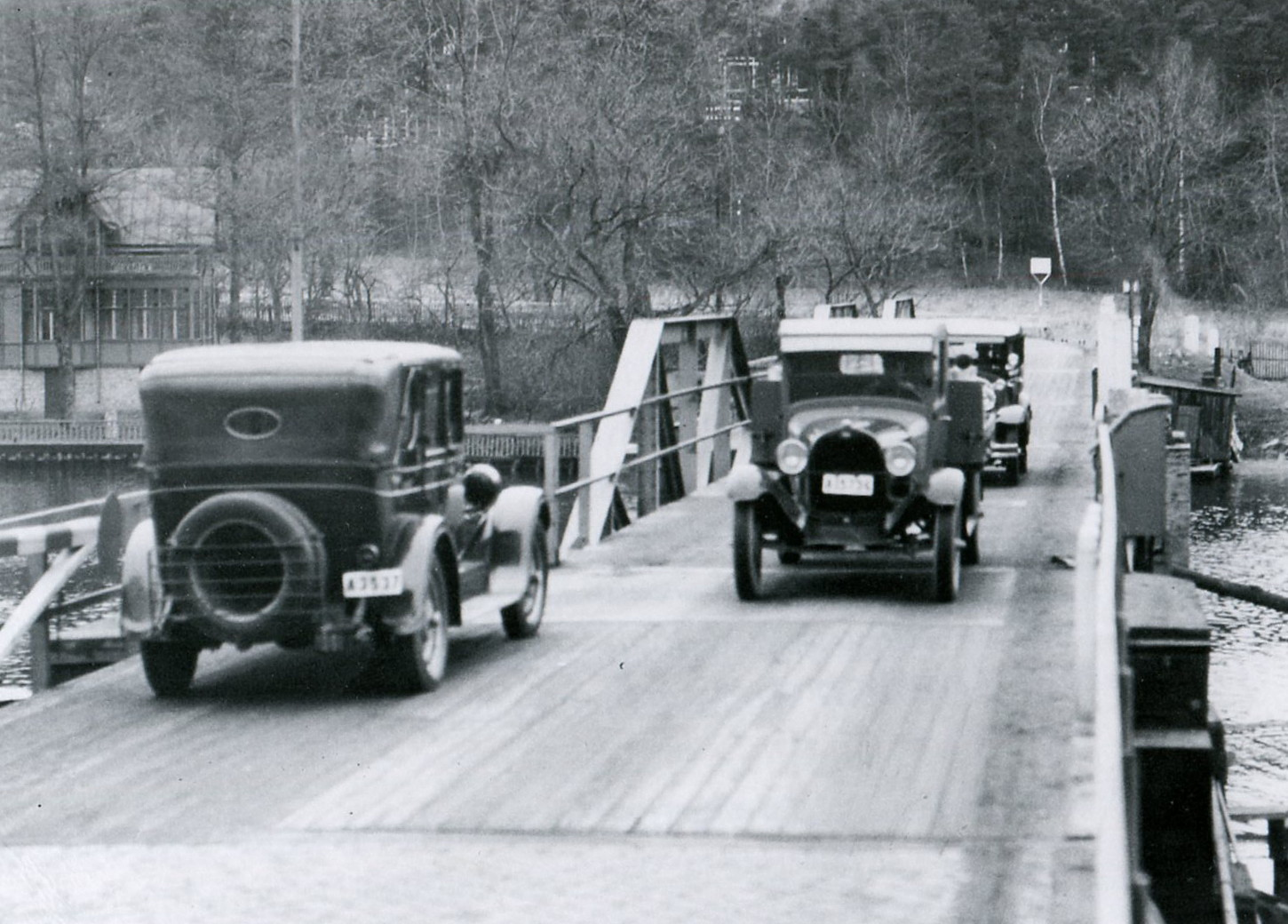
Svängbron 1929
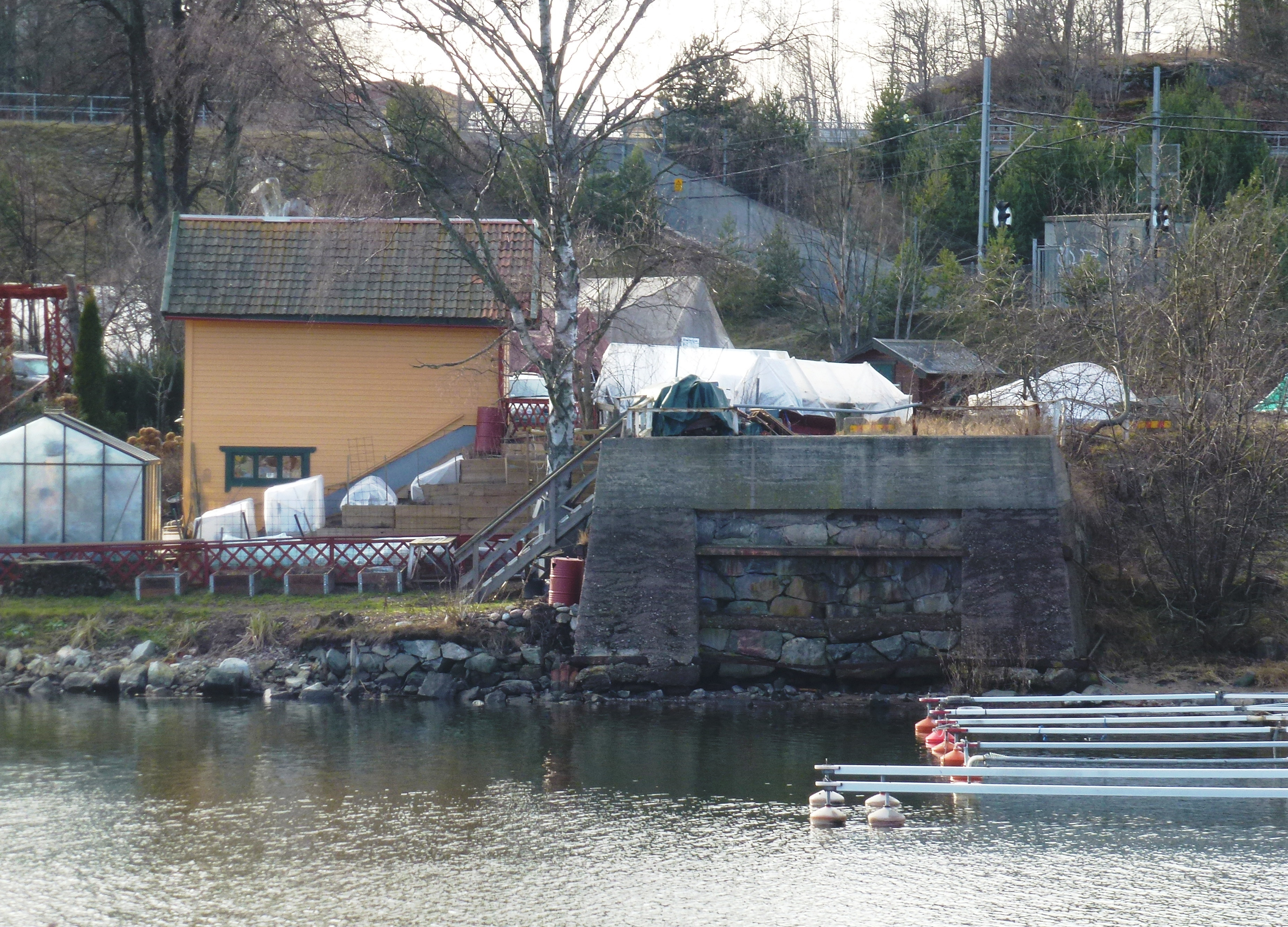
Gamla brons brofäste på södra sidan, 2014

## Första betongbron
Efter en byggtid på två år invigdes 1936 en modern bågbro som byggdes lite längre västerut än den gamla bron. Den var gjuten i betong och hade en fri spännvidd av 90 meter, vilket var mycket för sin tid. Bågarna göts på en fribärande ställning av trä. Ställningen, som tillverkats i två delar på land, transporterades sedan på plats med hjälp av pråmar. Brobredden var 16 meter fördelade på två gångbanor på 1,5 meter, två cykelbanor på 2,0 meter och en körbana på 9,0 meter. Bron byggdes av Skånska Cementgjuteriet och järnkonstruktionen i brobanan levererades av Bröderna Hedlund.
På ett flygfotografi taget av Oscar Bladh 1936 syns den just invigda nya bågbron längst bort, i mitten den gamla vägbron från 1825 och längst fram Roslagsbanans järnvägsbro från 1885, som 1996 ersattes av en ny järnvägsbro.

### Bilder, första betongbron (bågbron)

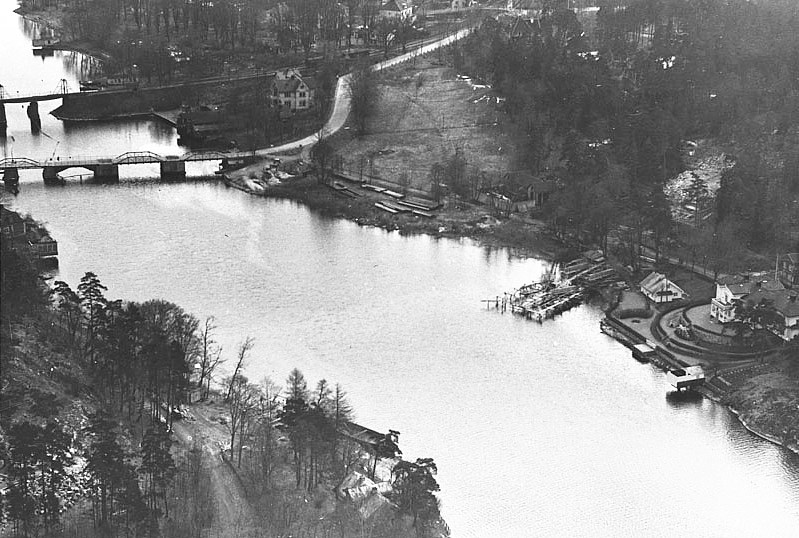
Grundläggning för södra brofäste, 1934
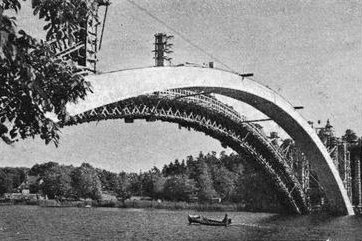
Bågbron under uppförande, 1934
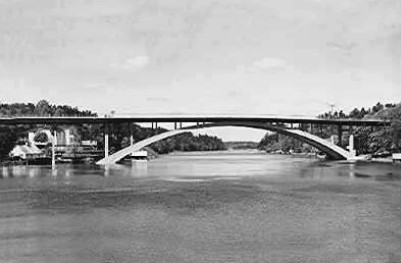
Bågbron över Stocksundet, 1936
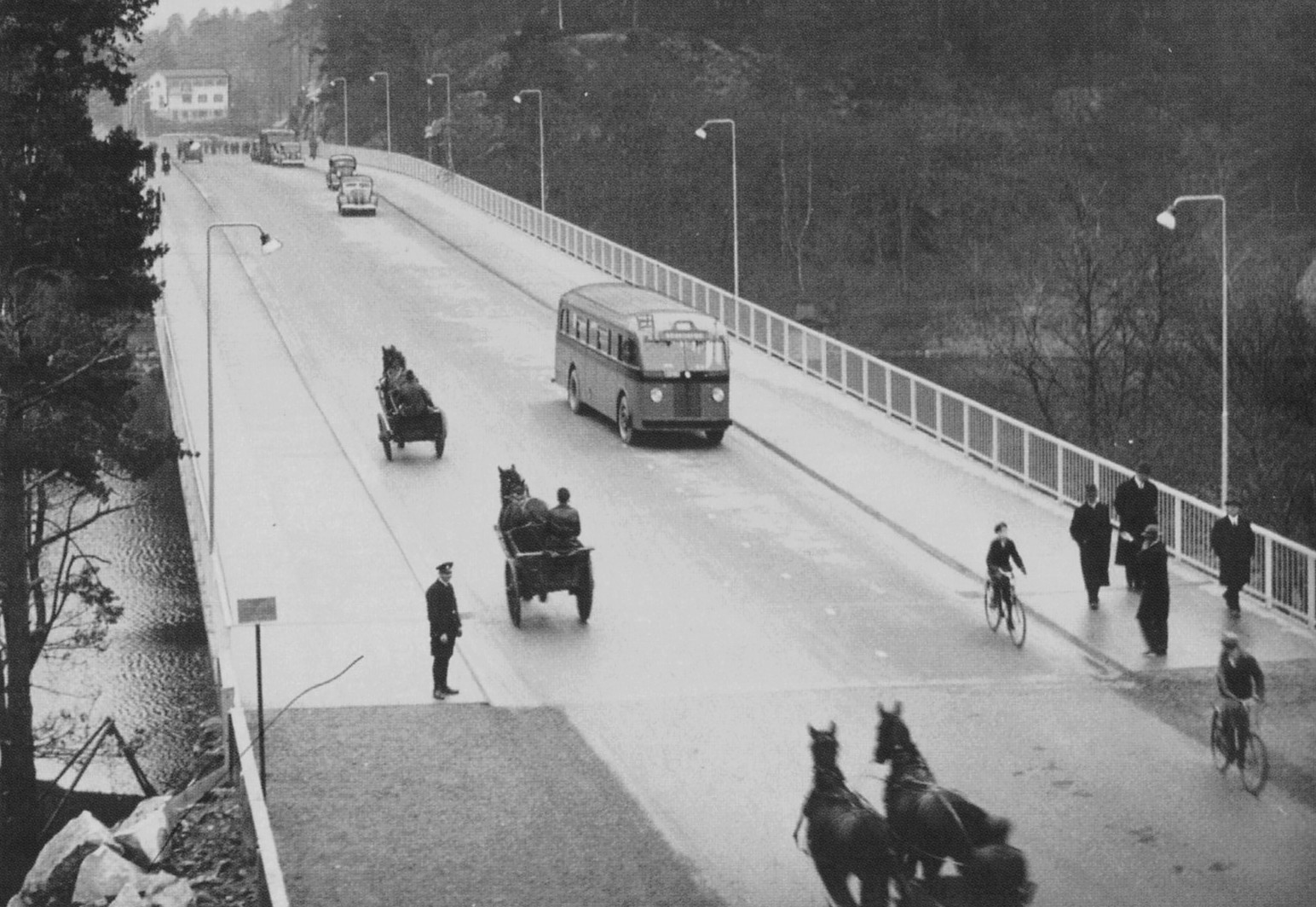
Bågbrons körbana, 1939

## Andra betongbron
Kring 1990 trafikerades bron av drygt 60 000 fordon per dygn med ökande tendens. Bågbron från 1936 klarade inte längre den allt intensivare trafiken och dåvarande Vägverket beslöt att ersätta den med två nya broar för Norrtäljevägen (E18) (en för norr- och en för södergående trafik). Bågbron revs 1990 när den första av de båda nya broarna stod färdig och trafiken kunde ledas över till den. I maj 1992 kunde även bro nummer två invigas. 
Den nya Stocksundsbron är byggd i två stora och ett mindre spann och har en segelfri höjd på 12 meter. Största spännvidden är 122 meter. Stocksundsbron består av två parallella broar med tre körfiler i norra (bredd 15,5 meter) och fyra filer i södra (bredd 19,5 meter) riktningen, även gång- och cykeltrafiken går här. Totalkostnaden inklusive anslutningar, bullerskydd och planteringar blev 300 miljoner kronor.

## Bilder, vägbron

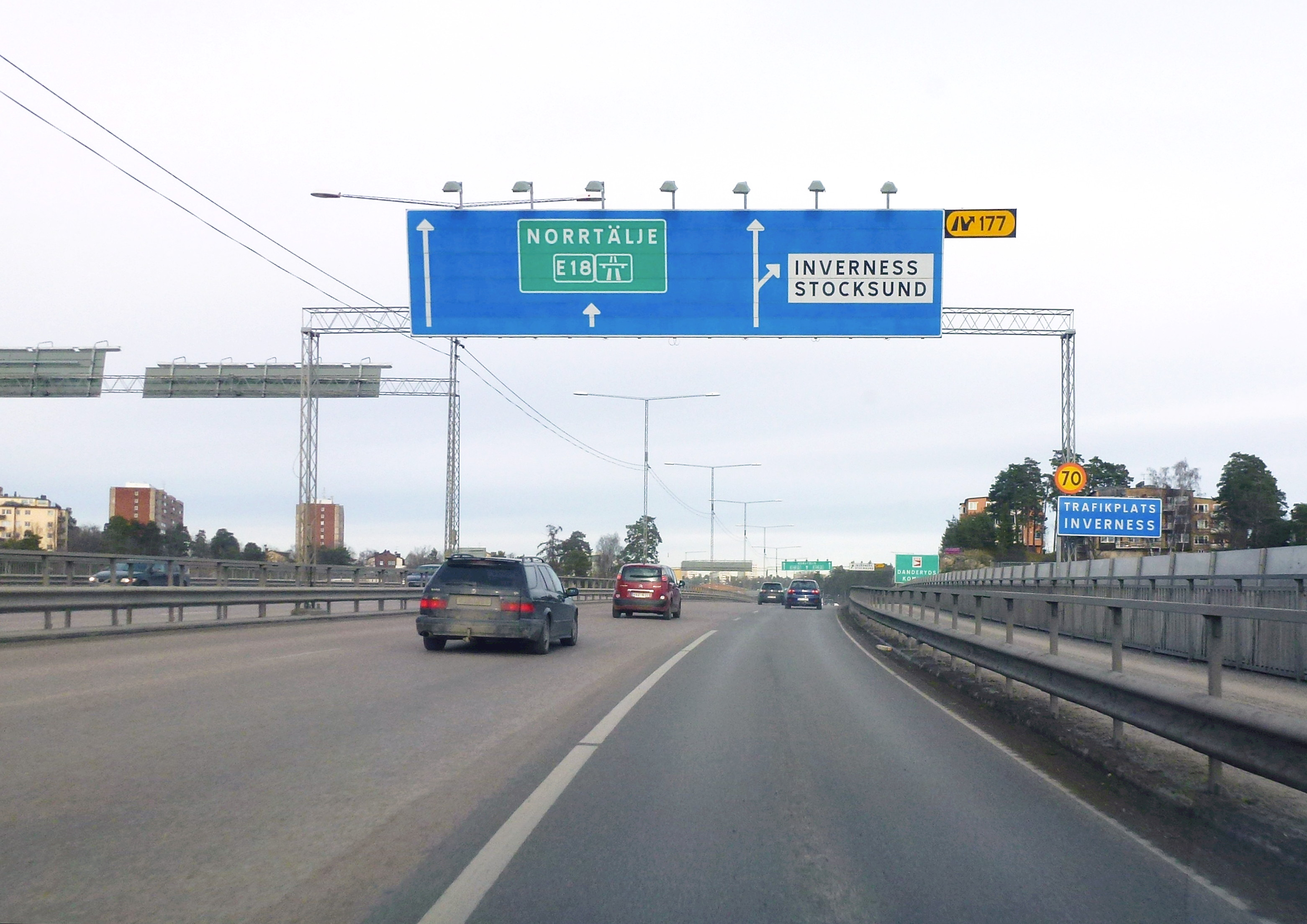
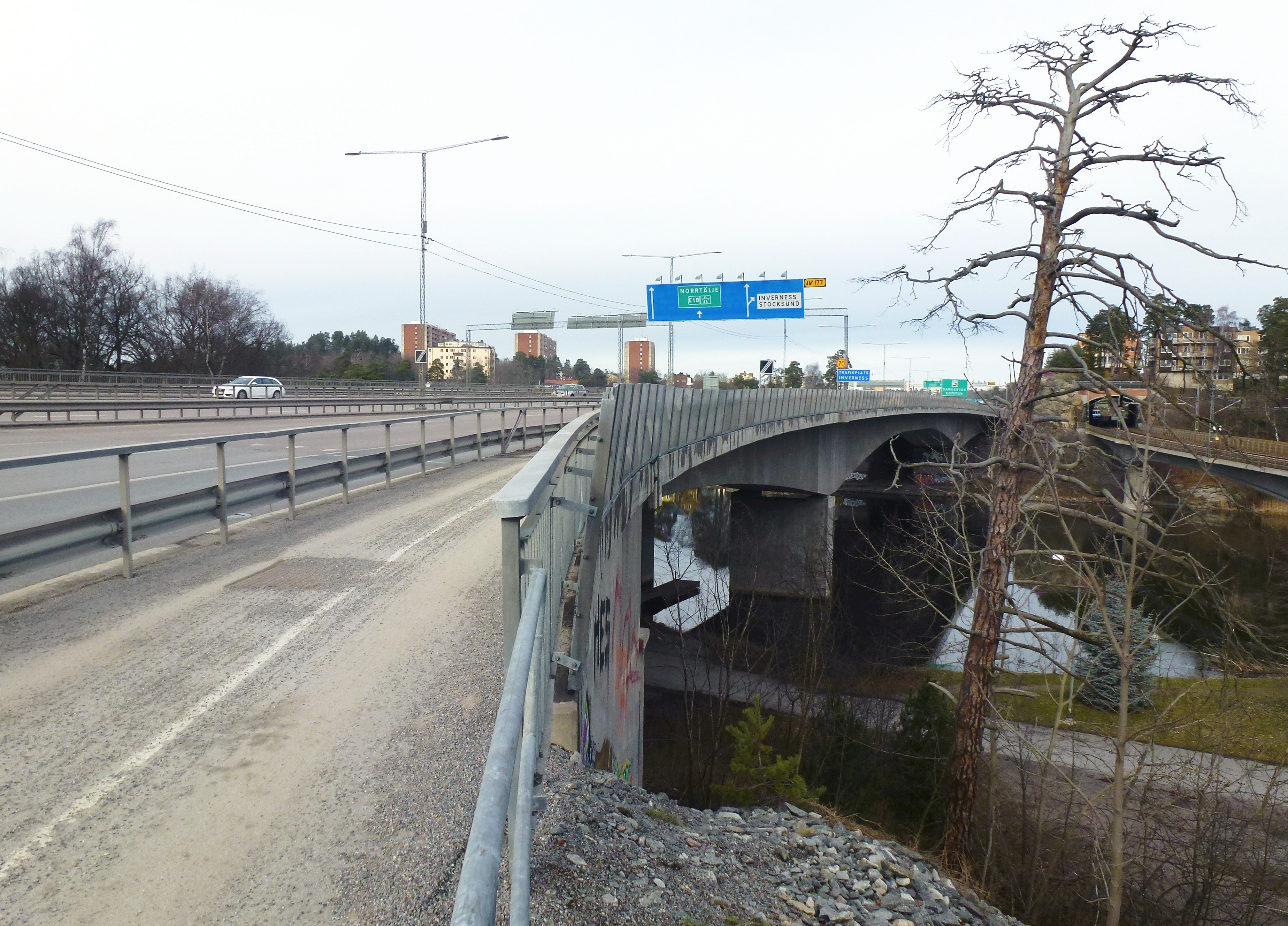
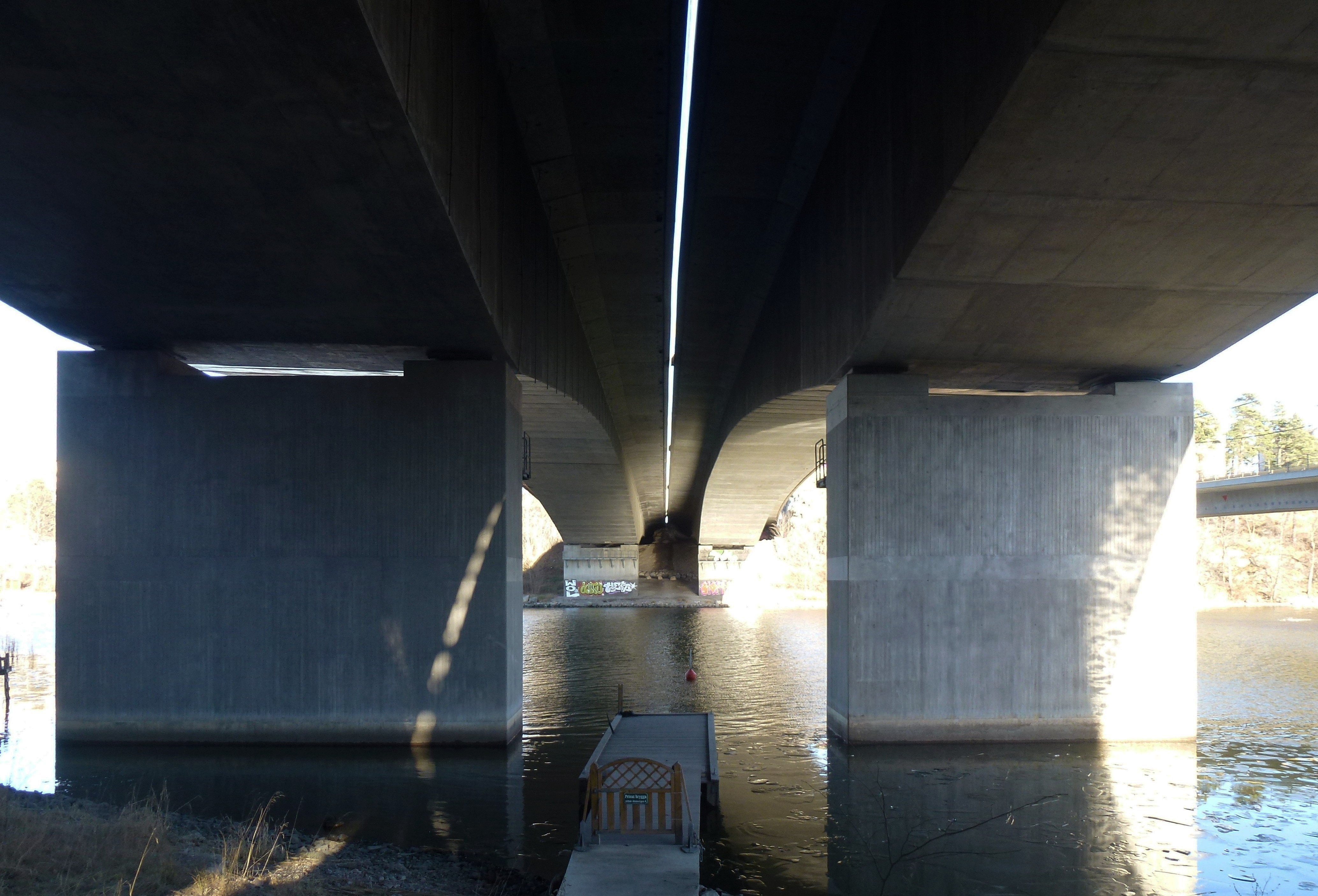
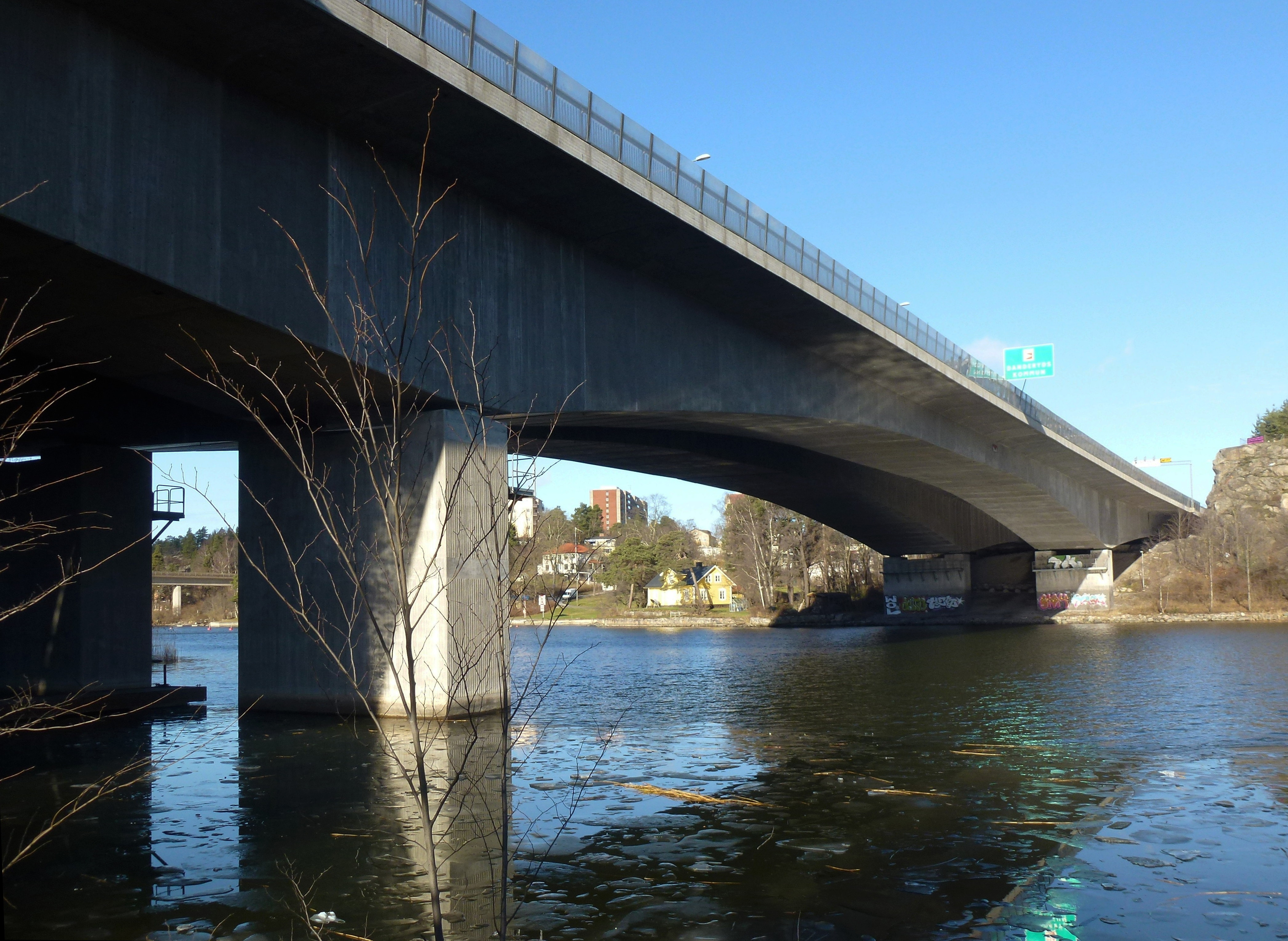